# مونته دی پروچیدا
مونته دی پروچیدا (به ایتالیایی: Monte di Procida) یک کومونه در ایتالیا است که در استان ناپل واقع شده‌است. مونته دی پروچیدا ۳٫۶ کیلومترمربع مساحت و ۱۳٬۳۴۱ نفر جمعیت دارد و ۶۳ متر بالاتر از سطح دریا واقع شده.